# 达里克庙
达里克庙，又称达尔黑寺，位于内蒙古自治区阿拉善盟阿拉善左旗巴彦诺日公苏木陶力嘎查驻地，是一座藏传佛教格鲁派寺院。

## 简介
达里克庙位于巴彦浩特西北150公里。创建于清仁宗嘉庆二十四年（1819年），取名“达里克庙”。清朝道光、咸丰年间，先后两次扩建。同治八年（1869年），遭到马化龙部破坏，建筑受损。清穆宗同治十三年（1874年）修复。该庙共有5座殿宇，占地面积1.6万平方米，是福因寺的属庙。鼎盛时期，该庙有喇嘛250多人。该寺共有8座佛塔，呈一字形横向排列，处在戈壁之中，塔内藏有多种佛像和经卷，象征着诸佛智慧永驻塔中。
文化大革命爆发之初，广宗寺（南寺）的六世达赖仓央嘉措的肉身灵塔被红卫兵毁灭。后来有僧人秘密保存了仓央嘉措的骨灰，甲木英旦活佛便曾参与仓央嘉措骨灰的重新发现及以骨灰制作舍利子。如今，这些用骨灰制作的舍利子，除供奉在广宗寺（南寺）新落成的仓央嘉措灵塔、灵殿之外，也有少量供奉在达里克庙。